# Apinac
Apinac ist eine französische Gemeinde mit 424 Einwohnern (Stand: 1. Januar 2022) im Département Loire in der Region Auvergne-Rhône-Alpes. Sie gehört zum Arrondissement Montbrison und zum Kanton Saint-Just-Saint-Rambert. Die Einwohner werden Apinaquois und Apinaquoises genannt.

## Geografie
Die Gemeinde Apinac liegt an der Grenze zum Département Haute-Loire, etwa 31 Kilometer westsüdwestlich von Saint-Étienne in der historischen Landschaft Forez im nordöstlichen Zentralmassiv. Die östliche Gemeindegrenze markiert der Fluss Andrable. Nachbargemeinden von Apinac sind Estivareilles im Norden, Merle-Leignec im Osten, Saint-Pal-de-Chalencon im Süden sowie Usson-en-Forez im Westen.

## Bevölkerungsentwicklung
| Jahr                       | 1962 | 1968 | 1975 | 1982 | 1990 | 1999 | 2006 | 2012 | 2022 |
| -------------------------- | ---- | ---- | ---- | ---- | ---- | ---- | ---- | ---- | ---- |
| Einwohner                  | 485  | 416  | 393  | 354  | 330  | 304  | 362  | 418  | 424  |
| Quellen: Cassini und INSEE |      |      |      |      |      |      |      |      |      |

## Sehenswürdigkeiten
- Pfarrkirche Décollation de Saint Jean-Baptiste (Enthauptung Johannes’ des Täufers) aus dem 19. Jahrhundert mit eindrucksvollen Glasmalereien
- Kapelle Saint-Roch, zwischen 1844 und 1848 neu gebaut, nachdem die Baufälligkeit des Vorgängerbaus aus dem 17. Jahrhundert attestiert wurde
- Kapelle Notre-Dame-de-Bon-Secours im Ortsteil Gachat aus dem 19. Jahrhundert
- Kapelle Saint-Marc im Ortsteil Fontry aus dem 19. Jahrhundert
- Reste der Burganlage aus der Mitte des 15. Jahrhunderts
- Festes Haus aus dem 14. Jahrhundert
- Monumentalkreuz
- Wasserturm

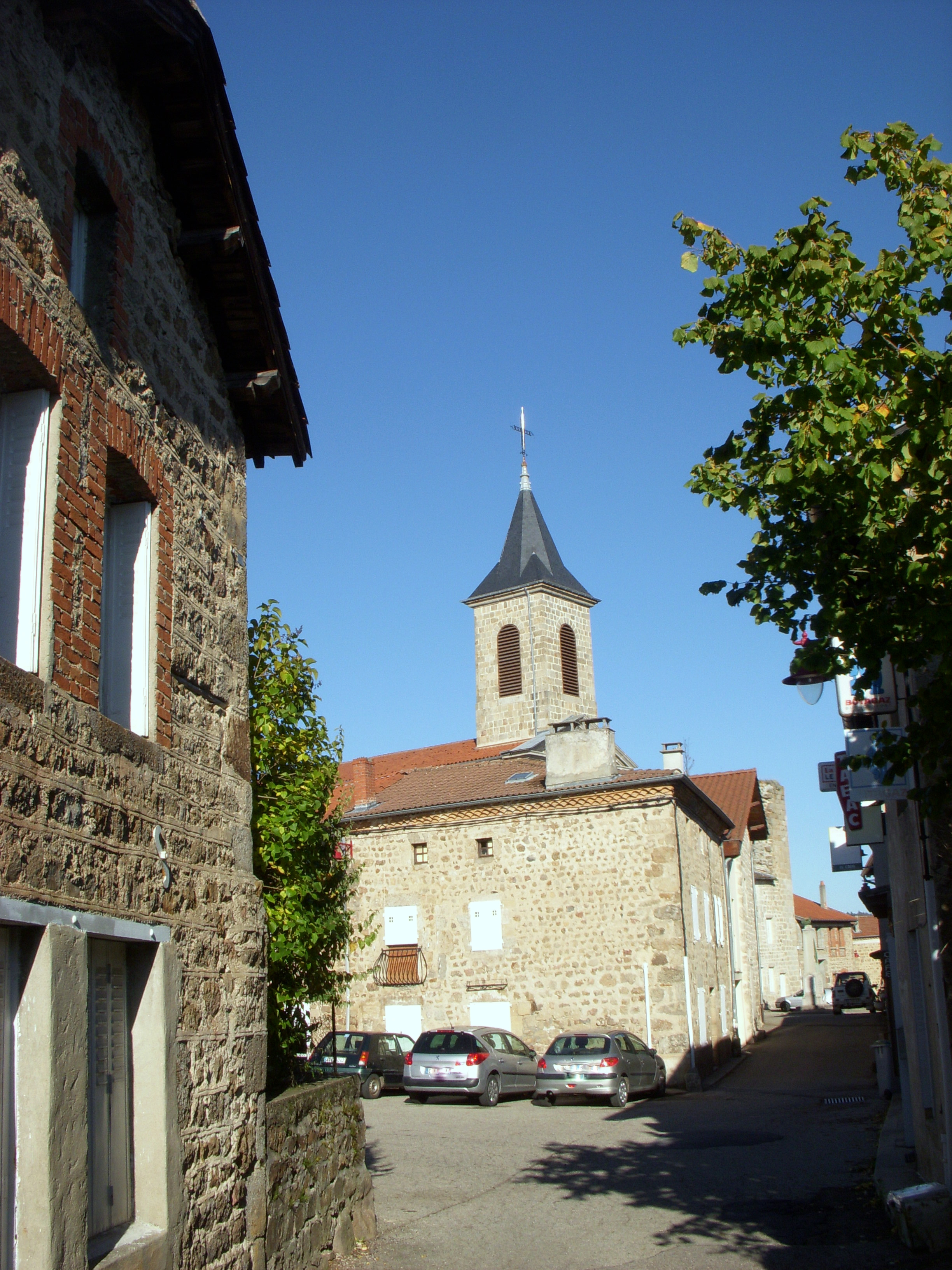
Kirche Décollation de Saint-Jean-Baptiste

## Persönlichkeiten
- Pierre de Saint-Priest d’Épinac (1540–1599), Erzbischof von Lyon 1573–1599
- Pierre Gagnaire (* 1950), französischer Koch der Nouvelle Cuisine, geboren in Apinac